# Jiutaisaurus
Jiutaisaurus is een geslacht van plantenetende sauropode dinosauriërs dat tijdens het Krijt leefde in het gebied van het huidige China.

## Vondst en naamgeving
In 2003 werd door de Jilinuniversiteit een fossiel van een sauropode opgegraven.
De typesoort Jiutaisaurus xidiensis werd in 2006 benoemd en beschreven door Wu Wenzuo die er eerder dat jaar een scriptie aan wijdde. De geslachtsnaam verwijst naar het dorpje Jiutai in de provincie Jilin; de soortaanduiding naar de stam van de Xidi die daar wonen. 
De vondst, holotype CAD-02 uit de Quantouformatie, zo'n honderd miljoen jaar oud, bestaat uit een reeks van achttien aaneengesloten staartwervels uit de basis en het midden van de staart samen met dertien paar chevrons. De deelfossielen zijn genummerd CAD-02-Cy01~18 en CAD-02-Ch01~13.

## Beschrijving
De beschrijvers wisten enkele onderscheidende kenmerken vast te stellen. De middelste staartwervels hebben een lengterichel op de zijkanten. De voorste en middelste staartwervels zijn amficoel. De uiteinden van de chevrons of haemaalbogen zijn niet gevorkt. Het haemaalkanaal door de haemaalbogen is hoog. De eerste twee kenmerken zijn overigens niet uniek.
De wervels zijn amficoel (met een holle voor- en achterkant) wat een meer oorspronkelijk kenmerk is, maar ook sterk gepneumatiseerd wat een meer afgeleid kenmerk is. Met het niet gevorkt zijn van de chevrons wordt bedoeld dat deze van hun onderste verbindingspunt uit niet doorlopen als een gezamenlijke naar beneden gerichte spoor wat in achteraanzicht een vork zou hebben opgeleverd. De chevrons zijn echter niet bijzonder kort: ze raken elkaar pas op een lengte waar bij andere soorten het uiteinde van de spoor zou hebben gezeten. Dat veroorzaakt ook de hoge haemaalboog. Bij verwanten treedt zo'n V-vormige haemaalboog pas op in de middenstaart, niet de staartbasis.

## Fylogenie
De precieze taxonomische plaatsing is nog onzeker, maar vermoedelijk basaal in de Titanosauriformes.